# Pseudocandona jeanneli
Pseudocandona jeanneli är en kräftdjursart som först beskrevs av Walter Klie 1931.  Pseudocandona jeanneli ingår i släktet Pseudocandona och familjen Candonidae. Inga underarter finns listade i Catalogue of Life.